# 2009년 전주국제영화제
제10회 전주국제영화제는 2009년 4월에 개최된 영화제이다. 전주 고사동 영화의 거리 극장가 등 15개 상영관에서 개최되었으며 사회자는 김태우이다.

## 수상 및 후보

### 우석상
- 하수구 - 쉐라드 안소니 산체즈 수상

### JIFF 최고인기상
- P짱은 내 친구 - 마에다 테츠 수상

### JJ-Star상
- 사람을 찾습니다 - 이서 수상

### JJ-Star상 - 특별언급
- 로니를 찾아서 - 심상국 수상
- 소규모 아카시아 밴드 이야기 - 민환기 수상

### 관객평론가상
- 반두비 - 신동일 수상

### 이스타항공상 - 최우수작품상
- 남매의 집 - 조성희 수상

### CGV 한국장편영화 개봉 지원상
- 반두비 - 신동일 수상

### KT&G상상마당상 - 감독상
- 뉴스페이퍼맨 - 어느 신문지국장의 죽음 - 김은경 수상

### KT&G상상마당상 - 심사위원 특별상
- 유랑시대 - 김보라 수상

### 넷팩(아시아영화진흥기구)상
- 하수구 - 쉐라드 안소니 산체즈 수상

### Daum 심사위원 특별상
- 인랜드 - 타리크 테기아 수상

### 국제경쟁
- 나쁜 놈들 - 아마트 에스칼란테
- 도쿄 랑데뷰 - 이케다 치히로
- 동베이, 동베이 - 저우 펑
- 북쪽 - 류네 덴스타 렝그로우
- 비 - 파울라 헤르난데스
- 세상에서 가장 행복한 소녀 - 라드 주드
- 시티 오브 월드 - 크리스티안 클란트
- 원 맨 빌리지 - 시몬 엘 하브레
- 유토피아 - 우루퐁 락사사드
- 익스플로딩 걸 - 브래들리 러스트 그레이
- 인랜드 - 타리크 테기아
- 페라고스토 런치 - 지아니 디 그레고리오
- 하수구 - 쉐라드 안소니 산체즈

### 한국경쟁
- 날아라 펭귄 - 임순례
- 로니를 찾아서 - 심상국
- 물의 기원 - 김응수
- 바다 쪽으로 한 뼘 더 - 최지영
- 반두비 - 신동일
- 사람을 찾습니다 - 이서
- 섹스 볼란티어 - 조경덕
- 소규모아카시아밴드이야기 - 민환기
- 헬로우 마이 러브 - 김아론
- 오디션 - 김성준 & 이제철
- 진위 - 최영태

### 한국단편경쟁
- 경북 문경으로 시작하는 짧은 주소 - 이경원
- 경적 - 임경동
- 기후변화 - 김혜지
- 남매의 집 - 조성희
- 뉴스페이퍼맨 - 어느 신문지국장의 죽음 - 김은경
- 달세계 여행 - 이종필
- 여행극 - 윤성현
- 연착 - 강선영
- 우유와 자장면 - 최형락
- 유랑시대 - 김보라
- 자가당착 - 김곡
- 잠복근무 - 이정욱

### 디지털 삼인삼색
- 거울 - 안드레이 타르코프스키
- 나비들에겐 기억이 없다 - 라브 디아즈
- 拍(코마) - 가와세 나오미
- 벌집의 정령 - 빅토르 에리세
- 오데트 - 칼 테오도르 드레이어
- 첩첩산중 - 홍상수

### 월드 시네마스케이프
- 7915 KM - 니콜라우스 가이어할터
- 그들의 이런 만남들 - 인간들... 신들 - 다니엘 위예
- 금발 소녀의 기벽 - 마뇰 드 올리베이라
- 나는 보고 싶다 - 조아나 햇지토머스
- 나무 아래서 - 가린 누그로호
- 나쁜 여자 - 코 순
- 노던랜드 - 주앙 보텔료
- 다음층 - 드니 빌뇌브
- 다크 하버 - 나이토 다카츠구
- 돈을 법시다! - 에르빈 바겐호퍼
- 레이첼 - 시몬느 비통
- 레일라의 생일 - 라시드 마샤라비
- 마마스 맨 - 아자젤 제이콥스
- 멜랑콜리아 - 라브 디아즈
- 모던 라이프 - 레이몽 드파르동
- 밀랍 - 앤드류 부자스키
- 버마 VJ - 안데르스 외스터가르트
- 분노(복원판) - 피에르 파올로 파졸리니
- 비교 - 하룬 파로키
- 빨간 모자 - 아오야마 신지
- 소년 - 아우라에우스 솔리토
- 속죄 - 라브 디아즈
- 쉬린(영어판) - 압바스 키아로스타미
- 아르테미스의 무릎 - 장-마리 스트로브
- 아잔 - 라바 아뫼르 제메쉬
- 엘도라도 - 올리비에 아사야스
- 여섯개의 방 - 레이놀드 레이놀즈
- 옷 한벌 살까요? - 이치카와 준
- 인권에 관한 이야기 - 아피찻퐁 위라세타쿤
- 좋은 남자 - 존 조스트
- 천사들의 추억 - 뤽 부르동
- 침묵과 그림자 - 무릴로 하우져
- 캘리포니아 컴퍼니 타운 - 리 안느 슈미트
- 테라 마드레 - 에르마노 올미
- 토니 마네로 - 파블로 라라인
- 파르케 비아 - 엔리크 리베로
- 페라리 디노 걸 - 얀 네메치
- 폭발하는 젊음 - 헤랄도 나라뇨
- 하상적애정:물 위의 사랑 - 지아장커
- Z32 - 아비 모그라비

### 영화보다 낯선
- 경치 좋은 길 - 켄 제이콥스
- 녹턴 29 - 페레 포르타베야
- 다음 상영작 - 라야 마틴
- 당신을 그리워하는 어머니, 누이, 그리고 아내에게 보내는.. - 크리스토퍼 고줌
- 만찬 - 페레 포르타베야
- 바르샤바 다리 - 페레 포르타베야
- 바흐 이전의 침묵 - 페레 포르타베야
- 뱀파이어 - 페레 포르타베야
- 범죄 현장으로의 귀환 - 켄 제이콥스
- 부활절 아침 - 브루스 코너
- 블록 B - 크리스 첸 후이 청
- 상영중 - 라야 마틴
- 손꼽아 세지 마라 - 페레 포르타베야
- 수평적 경계 - 팻 오닐
- 신중국 - 쑨쉰
- 양철 제국의 황혼 - 젬 코헨
- 연인들 - 라야 마틴
- 영웅부재 - 쑨쉰
- 영화 - 브루스 코너
- 영화란... 여자 그리고 총 - 구스타프 도이치
- 운석 - 아피찻퐁 위라세타쿤
- 음지 - 페레 포르타베야
- 제너럴 리포트 - 페레 포르타베야
- 종의 기원 - 벤 리버스
- 짙은 어둠 속의 마닐라 - 카븐 드 라 크루즈
- 카를레스 산토스 - 페레 포르타베야
- 태양과 달 - 스티븐 드워스킨
- 트리프터 01 - 라이너 감스예거
- 파국 - 장-뤽 고다르
- 폭풍 - 페레 포르타베야
- 푸르렀을 때 - 제니퍼 리브스
- 플레이 백 - 페레 포르타베야
- 필리핀 인디오에 관한 짧은 필름 - 라야 마틴
- 호텔 다이어리 - 존 스미스
- 후안 미로 1937년 - 페레 포르타베야
- 후안 미로, 타인들 - 페레 포르타베야
- 후안 미로, 테피스트리 - 페레 포르타베야
- 후안미로, 청동 주조 - 페레 포르타베야
- 흑색단어 - 쑨쉰
- Smells Like Teen Spirit - 젬 코헨

### 시네마페스트 영화궁전
- 나만의 하늘 - 마도다 응카이야나
- 너 없인 살 수 없어 - 대립인
- P짱은 내 친구 - 마에다 테츠
- 미아와 거인 미구 - 자크-레미 지르
- 프린스 오브 브로드웨이 - 션 베이커

### 시네마페스트 불면의 밤
- 모험 - 장 끌로드 브리소
- 미인난무: 고문! - 다나카 노보루
- 아이 셀 더 데드 - 글렌 맥퀘이드
- 악의 화신 - 주제 모지카 마린스
- 에르바 도 라토 - 졸리오 브레사네
- 유부녀 집단폭행치사사건 - 다나카 노보루
- 전쟁론 - 베르트랑 보넬로
- 창녀고문지옥 - 다나카 노보루
- 킬 - 후카사쿠 켄타

### 시네마페스트 야외상영
- 경축! 우리 사랑 - 오점균
- 고고70 - 최호
- 님은 먼곳에 - 이준익
- 다찌마와 리 - 악인이여 지옥행 급행열차를 타라! - 류승완
- 도쿄! - 봉준호
- 딕시칙스: 셧업 앤 싱 - 바바라 코플 & 세실리아 펙

### 시네마스케이프 로컬 시네마 전주
- 이사하기 좋은 날 - 김지연
- 귀로 - 류성규
- 락커룸 - 김동명
- 아이스 커피 - 이대수

### 특별전: 스리랑카 영화
- 그들이 왔다 - 달마세나 파티라자
- 꿈속의 미래 - 달마세나 파티라자
- 늙은 군인 - 달마세나 파티라자
- 머나먼 하늘 - 달마세나 파티라자
- 버려진 땅 - 비묵티 자야순다라
- 소매치기 - 린톤 세마게
- 영혼의 어두운 밤 - 프라사나 비타나게
- 이것은 나의 달 - 아소카 한다가마
- 질주 - 달마세나 파티라자
- 팔월의 태양 - 프라사나 비타나게
- 폰마니 - 달마세나 파티라자
- 한쪽 날개로 날다 - 아소카 한다가마

### 청소년 특별전
- 김치 소년 - 김혜경 외8명
- 다크나이트를 지켜죠 - 장혜영
- 불편의점 - 이대웅 외9명
- 사랑 - 진명식 & 김태수 & 김학재
- 작용, 반작용 - 이나연 외5명
- Radio 그리고 풍선껌 아저씨 - 김범수 외9명

### 홍기선 특별전
- 가슴에 돋는 칼로 슬픔을 자르고 - 홍기선
- 바람이 분다 - 홍기선
- 선택 - 홍기선
- 세 번째 시선 : 나 어떡해 - 홍기선

### 한국영화: 쇼케이스
- 멋진 하루 - 이윤기
- 서양골동양과자점 앤티크 - 민규동
- 영화는 영화다 - 장훈
- 작전 - 이호재
- 초감각커플 - 김형주
- 아내가 결혼했다 - 정윤수

### 한국영화: 회고전
- 미몽 - 양주남
- 열녀문 - 신상옥
- 최후의 증인 - 이두용
- 하녀 - 김기영

### 마스터 클래스
- 제5단계 - 크리스 마르케
- 벌어진 입 - 모리스 피알라
- 호수 - 필립 그랑드리외
- WR : 유기체의 신비 - 두상 마카베예프

### 10주년 기념 상영
- 굿바이 솔로 - 라민 바흐러니
- 그녀가 바라는 모든 것 - 드니 코테
- 노벰버 - 아케로 마냐스
- 당시 - 장률
- 마사지사 - 브릴얀테 멘도사
- 비르와 자라 - 야시 초프라
- 요시노 이발관 - 오기가미 나오코
- 우린 액션배우다 - 정병길
- 자유 - 리산드로 알론소
- 정오의 낯선 물체 - 아피찻퐁 위라세타쿤
- 죽거나 혹은 나쁘거나 - 류승완
- 지루한 삶 - 야마시타 노부히로
- 철서구 - 왕빙
- 트랜스 (1-10) - 호세 루이스 토레스 레이바
- 플란다스의 개 - 봉준호
- 하바나 블루스 - 베니토 잠브라노
- 호묘 - 잉량

### 스페셜 포커스 - 회고전
- 딥 엔드 - 예르지 스콜리모브스키
- 달빛 아래서 - 예르지 스콜리모브스키
- 부전승 - 예르지 스콜리모브스키
- 손들어! - 예르지 스콜리모브스키
- 안나와의 나흘 밤 - 예르지 스콜리모브스키
- 영화감독 예르지 스콜리모프스키 - 다미앙 베르트랑
- 외침 - 예르지 스콜리모브스키
- 출발 - 예르지 스콜리모브스키
- 페르디두르케 - 예르지 스콜리모브스키
- 장벽 - 예르지 스콜리모브스키